# Newtonien
Die Newtonien (Newtonia) sind eine auf Madagaskar endemische Singvogelgattung aus der Familie der Vangawürger (Vangidae).

## Merkmale
Newtonien sind kleine plumpe Vögel, die Größen bis 12 cm erreichen. Sie haben dünne Schnäbel und gewöhnlich helle Augen. Das Gefieder ist überwiegend grau oder braun und heller an der Unterseite. Sie haben einen lauten, wiederkehrenden Gesang.

## Lebensraum, Lebensweise und Status
Newtonien bewohnen Wälder und Buschland. Sie gehen paarweise auf Nahrungssuche und ernähren sich von Insekten. Häufig sind sie in gemischten Vogelschwärmen zu beobachten. Abgesehen von der Fanovananewtonie (Newtonia fanovanae), die von der IUCN als „gefährdet“ (vulnerable) klassifiziert wird, gelten die anderen Newtonienarten als ungefährdet.

## Systematik
Es werden fünf Arten unterschieden, davon galten vier ursprünglich als Mitglieder der Fliegenschnäpper (Muscicapidae) beziehungsweise Grasmückenartigen (Sylviidae). Eine genetische Studie aus dem Jahr 2001 zeigte jedoch, dass die Newtonien nahe mit den Vangawürgern verwandt sind. Die Erstbeschreibung der Gattung erfolgte 1868 durch Hermann Schlegel und François Pollen basierend auf der Rostbauchnewtonie, die 1863 von Alfred Newton als Erythrosterna (?) brunneicauda beschrieben und nach dem die gesamte Gattung benannt wurde.
Folgende Arten sind bekannt:
- Rostbauchnewtonie, jetzt Rostbauchvanga (Newtonia brunneicauda) Verbreitung: bewaldete Teile Madagaskars, insbesondere in Zentralmadagaskar.
- Olivbauchnewtonie, jetzt Olivbauchvanga (Newtonia amphichroa) Verbreitung: östliches Madagaskar von  Montagne d’Ambre südlich nach Andohahela
  - Newtonia lavarambo Verbreitung: Fianarantsoa. Der Holotypus wurde im Jahr 2003 von David E. Willard gesammelt. Im Jahr 2018 wurde die Art wissenschaftlich beschrieben. Derzeit wird dieser Vogel (noch) als Unterart des Olivbauchvangas betrachtet und als Newtonia amphichroa lavarambo bezeichnet.[4]
- Braunstirnnewtonie, jetzt Braunstirnvanga (Newtonia archboldi) Verbreitung: südwestliches und südliches Madagaskar
- Fanovananewtonie, jetzt Rostschwanzvanga (Newtonia fanovanae) Verbreitung: östliches Madagaskar von Marojejy südlich nach Andohahela.